# ベリト

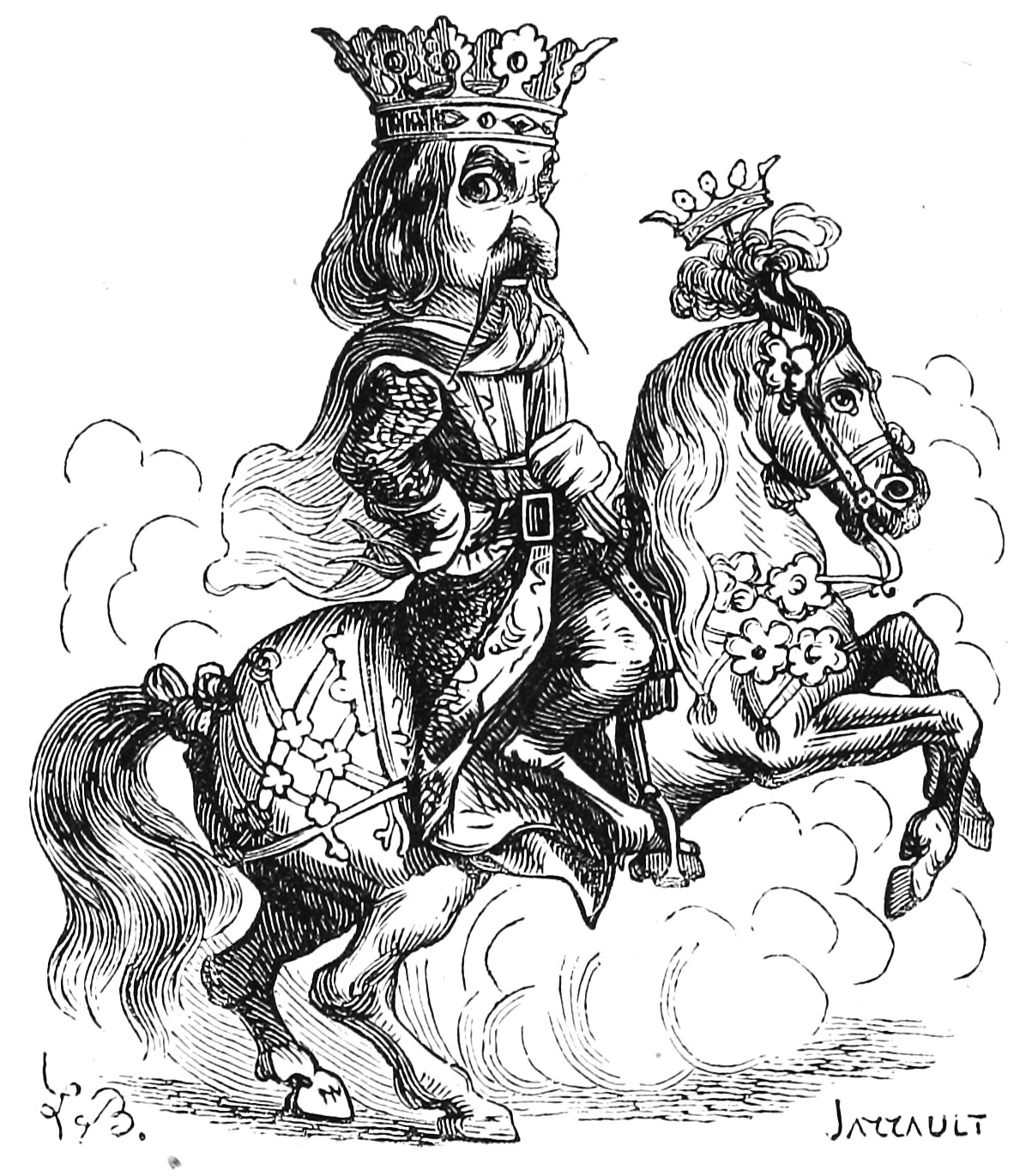
コラン・ド・プランシー著『』第6版（1863年）「ベリト(Berith)」の項の挿絵。

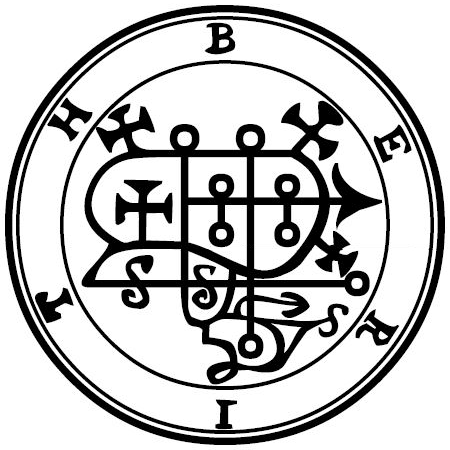
『ゴエティア』に記されたベリトのシジル

ベリト（Berith）は、ヨーロッパの伝承あるいは悪魔学における悪魔の一人。ベアル（Beal）、ボフリ（Bofry）、ボルフリ（Bolfri、Bolfry）とも呼ばれる。

## 由来
ベリトは、旧約聖書にも登場するシケム（シェヘム、現在のナーブルス）の人々が偶像として崇めた神バアル・ベリト（Baal Berith）に由来すると考えられている。同じくバアル・ベリト神に由来すると考えられている悪魔であるバルベリト（Balberith）と同一視、あるいは別名とされる。

## 特徴

### 容姿
イギリスで発見されたグリモワール『ゴエティア』およびネーデルラント出身の医師・文筆家であるヨーハン・ヴァイヤーが記した『悪魔の偽王国』によると、ベリトは赤い衣服と王冠を身につけ、赤い馬にまたがった兵士の姿で現れる。

### 地位・権能
『ゴエティア』によると、ベリトは26の軍団を率いる序列28番の地獄の公爵である。『悪魔の偽王国』にも同様の記述が見られる。召喚者が頼めば、ベリトは過去・現在・未来の質問に真摯に回答してくれる。また、金属を黄金に変える力、および人を尊厳をもって飾る力を持つ。しかし、ベリトはしばしば嘘をつくため信用してはならないという。ベリトと話す際には、指輪を用意し、『ゴエティア』に記されている別の悪魔ベレトと同じように相対しなければならないとされる。

### バルベリト

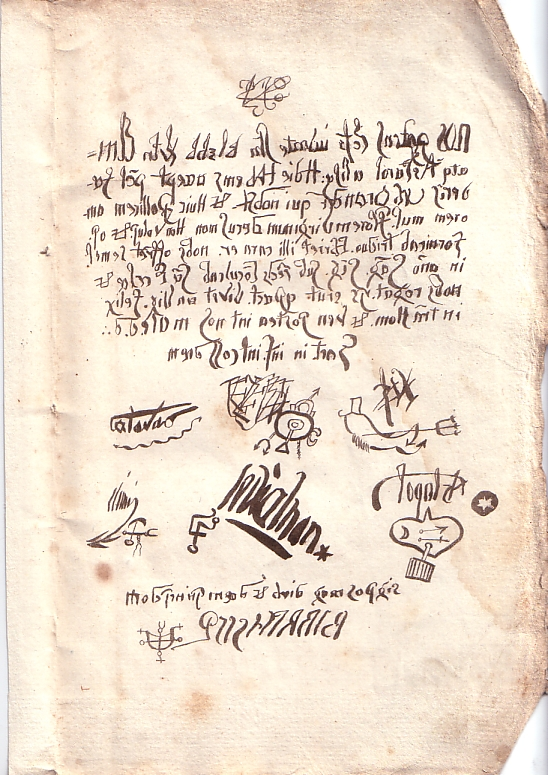
1634年のルーダンでの裁判で、悪魔たちとユルバン・グランディエとの間で結ばれた契約書として提出されたもの。右から左に向かう鏡文字のラテン語で書かれている。一番下に記録者バアルベリトによる副署が見られる。

一方、セバスチャン・ミカエリスによれば、バルベリトは第一階級の悪魔の一人として殺人と冒涜を司り、聖バルナバの敵対者である。堕天して悪魔となる前は智天使の君主であったという。また、コラン・ド・プランシー著『地獄の辞典』の「地獄の宮廷」の項によれば、バールベリトは皇帝ベルゼビュートの王族および大高官の一人であり、諸同盟の指導者とされる。ヴァイヤーによればバルベリトは地獄の記録保管所の看守である。1634年に行われたルーダンの憑依事件の裁判では、男根に似た悪魔バアルベリトが作成し副署した悪魔との契約書が証拠として提出され、ユルバン・グランディエ神父が悪魔と契約を行ったと主張された。